# Enrique Gómez Arboleya
Enrique Gómez Arboleya (Cebreros, 13 de septiembre de 1910-Madrid, 21 de diciembre de 1959) fue un jurista español, catedrático de Filosofía del Derecho en la Facultad de Derecho de la Universidad de Granada desde 1941 y posteriormente de Sociología en la Facultad de Ciencias Políticas, Económicas y Comerciales de la Universidad de Madrid, cátedra de la que tomó posesión en enero de 1954.
Perteneció al Instituto Nacional de Estudios Jurídicos del Consejo Superior de Investigaciones Científicas, en cuyo seno participó en la fundación del Anuario de Filosofía del Derecho, del que fue director. Estudió a Hermann Heller y a Francisco Suárez, mantuvo cercanía personal y de pensamiento con Xavier Zubiri y su obra sociológica ha sido valorada como un hito fundamental en el establecimiento definitivo de esta ciencia en España.

## Biografía

### Primeros años
Nació en la localidad abulense de Cebreros el 13 de septiembre de 1910. Vivió en Huelva parte de su infancia y adolescencia (al menos entre 1920 y 1924), con domicilio en la calle Castelar número 4 y en la calle Rábida número 10. En agosto de 1940 tenía su domicilio en Granada, «La Terrona», Camino de Maracena. En diciembre de 1953 estaba domiciliado en Madrid, calle Pinar 21, y en noviembre de 1959 en la misma ciudad, calle Vallehermoso 22.

### Formación
Realizó el Examen de Ingreso al Bachillerato en el Instituto General y Técnico de Sevilla el 16 de septiembre de 1920 con excelentes calificaciones, que mantuvo en sus primeros años como bachiller, cursados en el Instituto General y Técnico de Huelva en 1921-22, 1922-23 y 1923-24. Estudió la carrera de Derecho en la Universidad de Granada, obteniendo la calificación de sobresaliente en los ejercicios de grado celebrados en junio de 1931 y el premio extraordinario de licenciatura en septiembre del mismo año. Obtuvo el premio de la Fundación “Ovelar del Arco” durante el segundo año de carrera. En su juventud granadina perteneció al entorno literario de Federico García Lorca, participando en la revista Gallo (1928).
Superó las asignaturas de doctorado en el curso 1933-34 con la calificación de sobresaliente. Pensionado por la Universidad de Granada, realizó estudios en la Universidad de Berlín; permaneció allí durante los semestres de verano e invierno de 1934 y verano de 1935 y trabajó bajo la dirección de Eduard Spranger y Nicolai Hartmann. El 31 de mayo de 1935 practicó el ejercicio de grado de doctor obteniendo también la calificación de sobresaliente. Su título de doctor no sería expedido hasta el 14 de noviembre de 1940. Ese fue también el año en que se publicó su tesis de 1935 sobre el pensamiento de Hermann Heller.

### Carrera académica antes de la guerra
El 4 de marzo de 1933 fue nombrado profesor auxiliar temporal de la Facultad de Derecho de la Universidad de Granada, adscrito al grupo de asignaturas de Derecho Romano, Filosofía del Derecho e Historia del Derecho, a propuesta de la Junta de Profesores reunida en sesión del 24 de febrero anterior. La previsión era que la auxiliaría, de la que tomó posesión el 9 de marzo, tuviese efectos durante cuatro años prorrogables por otros cuatro. Comenzó a explicar ese curso la asignatura de Filosofía del Derecho.
El 13 de octubre de 1933, a propuesta de la Junta de Profesores de la Facultad de Derecho, que había tomado el acuerdo en sesión de 29 de septiembre, el Ministerio de Instrucción Pública dispuso oficialmente que se encargase del desempeño de la cátedra vacante de Filosofía del Derecho, ocupando su auxiliaría el profesor ayudante de clases prácticas Cándido Campos y García Valenzuela. Enrique Gómez Arboleya continuó en esas enseñanzas hasta el 30 de julio de 1935. El 20 de noviembre de 1935 la Facultad de Granada le encargó un cursillo sobre Historia de la Filosofía del Derecho, que desarrolló durante el curso 1935-36.
La tramitación de la prórroga de su auxiliaría fue accidentada. El 12 de marzo de 1937 el rector de la universidad de Granada dirigió un escrito al presidente de la Junta Técnica del Estado, Comisión de Cultura y Enseñanza, preocupado por el inminente cese reglamentario como profesor auxiliar de Gómez Arboleya, que había de producirse al día siguiente (pues por error se había tomado como fecha de toma de posesión la del 13 –y no la del 9– de marzo de 1933). Argumentaba el rector que el catedrático titular de Filosofía del Derecho se hallaba «ausente en ignorado paradero, posiblemente en Valencia», que su puesto lo venía desempeñando competentemente el auxiliar Enrique Gómez Arboleya, experimentado, formado y afecto al Movimiento, y que se irrogaría grave perjuicio a la universidad si tuviera que prescindir de sus servicios. El propio interesado dirigió el 26 de abril una carta a Javier de Salas, de la misma Comisión de Cultura y Enseñanzas con sede en Burgos, aduciendo en su favor un precedente de resolución favorable (el de Juan A. Pulgar Ruiz) con menor derecho a su juicio. A pesar de todo ello, la resolución, del 30 de abril, fue denegatoria de la petición del rector. Su nuevo nombramiento como auxiliar en agosto de 1937 solo consta en la declaración jurada de su expediente de depuración, aunque es patente que ocupaba esa plaza aún en 1940 en el mismo grupo de asignaturas de Filosofía del Derecho, Derecho Romano e Historia del Derecho. En noviembre de 1939 fue encargado oficialmente de la cátedra de Historia del Derecho, acumulando la de Derecho Político desde mayo de 1940. A finales de la década de 1930 habría sido secretario personal de Manuel de Falla.

### Propuesta de depuración
El 31 de julio de 1940 dirigió al Ministro de Educación Nacional la instancia en la que solicitaba se le sometiese al proceso de depuración, requisito sin el cual no podía tomar parte en las oposiciones para las cátedras de Sevilla y Oviedo que se habían convocado el mes anterior. Acompañó a la instancia su declaración jurada, de igual data, en la que informaba de los extremos requeridos en el interrogatorio preceptivo. Manifestaba en su escrito que al iniciarse el Movimiento Nacional se encontraba en Granada, que se presentó inmediatamente a la autoridad militar y que fue destinado a «cargos delicados» como asesor jurídico de juzgados militares de guerra. Añadía que ingresó en «una milicia nacional» y que recibió el encargo de Falange Española Tradicionalista y de las JONS de trabajar en la fundación de su periódico local, donde ejerció (y aún ejercía en la fecha indicada) de editorialista. Señalaba también que cesó reglamentariamente en su cargo de profesor auxiliar en marzo de 1937 y que en agosto del mismo año fue nuevamente nombrado por el Ministerio de Educación Nacional. Designaba para confirmar sus declaraciones a Manuel de la Higuera Rojas, inspector provincial de la Falange en Granada, al teniente Francisco Santaolalla, juez especial de responsabilidades políticas de Granada, y al capitán Manuel Sola y Rodríguez-Bolívar, secretario provincial de la Falange en Granada.
El 3 de agosto la Oficina Técnica de Depuración envió al Juez Instructor de Universidades Varias la instancia y la declaración jurada. Al expediente se añadieron días después dos certificaciones de procedencia universitaria y una de Falange. Los secretarios de la Facultad de Derecho y de la Universidad certificaron su vinculación a la institución como auxiliar desde 1933, su intachable conducta académica y su entusiasmo y diligencia para incorporarse al alzamiento. El secretario provincial de Falange, por su parte, certificaba que Gómez Arboleya era «persona de toda confianza y adicta al Movimiento», lo señalaba como carente de «antecedentes políticos» pero «partidario con anterioridad a nuestra causa», y enumeraba sus actividades desde que «el primer día» se pusiera a disposición de la autoridad militar (servicios en juzgados militares, incorporación a la milicia y requerimiento por parte de Falange «para la organización y colaboración en nuestro periódico Patria en el que hasta la fecha continúa»); añadía que Gómez Arboleya era «hombre de sólida preparación intelectual que le llevó, con bastante anterioridad a nuestro movimiento, a enfrentarse con las corrientes intelectuales entonces en boga, actitud que mantuvo con entereza en los círculos que frecuentaba, acreditándole entonces como hombre espiritualmente formado e identificado con las ideas básicas de nuestro movimiento, del que es consciente y entusiasta partidario».
Visto el expediente, el 22 de agosto el juez depurador Arturo Caballero elevó propuesta al Ministerio para que Gómez Arboleya fuese mantenido en su puesto sin sanción alguna, y en ese sentido resolvió el Ministerio el 11 de septiembre de 1940, reintegrando al profesor depurado en el goce de sus derechos (BOE de 28 de septiembre de 1940).

## Tras la guerra
En el verano siguiente emprendió su corto camino hacia la cátedra. Convocadas oposiciones (turno libre) para cubrir las cátedras de Filosofía del Derecho de las Universidades de Sevilla y Oviedo (Orden de 11 de junio de 1940, BOE del 25), solicitó, mediante instancia fechada en Granada el 19 de agosto, tomar parte en ellas. Fue admitido a pesar de no haberse concluido del todo su procedimiento de depuración, aunque al comenzar los ejercicios, el 30 de septiembre, su situación estaba ya regularizada. El 29 de octubre de 1940 el tribunal propuso por unanimidad a Enrique Gómez Arboleya y por mayoría a Ramón Pérez Blesa, eligiendo el primero la cátedra hispalense y quedándose el segundo con la de Oviedo. El 14 de noviembre de 1940 el Ministerio de Educación Nacional lo nombró catedrático numerario de Filosofía del Derecho de la Universidad de Sevilla, destino del que tomó posesión el 25 del mismo mes.
Solo perteneció un año al claustro de la Hispalense, pues un concurso de traslado al que concurrió como único aspirante lo llevó de nuevo a su universidad de origen: el 19 de noviembre de 1941 fue nombrado catedrático de Filosofía del Derecho de la Universidad de Granada (título expedido el 31 de diciembre de 1941); tomó posesión el día 2 de enero de 1942, tras haberse formalizado su cese en Sevilla el 17 de diciembre anterior. Fue titular de la Cátedra “Francisco Suárez” de la Universidad de Granada desde el curso 1941-42, ocupándola todavía en el de 1950-51. Por Orden de 21 de enero de 1943 el Ministerio de Educación Nacional confirmó a Enrique Gómez Arboleya en su cargo de catedrático numerario de universidad. Desde el curso 1941-42 al 1948-49 fue profesor extraordinario de la Facultad de Filosofía y Letras granadina, explicando en ese centro las asignaturas Introducción a la Filosofía, Historia de los sistemas filosóficos y Filosofía medieval. En 1947, invitado por diversas instituciones culturales y académicas, dio conferencias en Buenos Aires, Santiago de Chile y Montevideo. Fue miembro del Consejo Editorial de la Revista Española de Derecho Internacional desde 1948 hasta 1959.
En 1950 era vicedecano de la Facultad de Derecho de la Universidad de Granada, según consta en hoja de servicios datada en 30 de agosto de ese año, que no da cuenta de la fecha de nombramiento, y cesó en el cargo el 30 de marzo de 1954. Sin embargo, desde hacía unos años ya no residía en Granada, sino en Madrid: desde 1951 al menos según resulta de los datos de su expediente personal, o desde 1948 como señalan algunos estudiosos de su figura.
En 1950 hacía constar en su hoja de servicios que asistió oficialmente al Congreso Internacional de Filosofía de Nurémberg; que formó parte del Comité Nacional Organizador del Congreso Internacional de Filosofía de Barcelona, siendo Vicepresidente de la sección de Filosofía del Derecho y ponente; que formó parte del Comité Nacional Organizador del IV Centenario del nacimiento de Francisco Suárez, inaugurando la serie de conferencias conmemorativas; que fue representante oficial de España en el Congreso Internacional de Filosofía de Roma en 1950; que lo fue también, el mismo año, en Bruselas y París en reuniones del Comité Europa. También hizo constar en su hoja de servicios de 1950 que era miembro del Instituto de Estudios Políticos y del Consejo Superior de Investigaciones Científicas. En el seno del primero, formó parte del Consejo de Redacción de la Revista de Estudios Políticos, y en el segundo perteneció al Instituto Nacional de Estudios Jurídicos. El proceso que llevaría a su más destacada vinculación con este último organismo comenzó el 19 de diciembre de 1951. En sesión de esa fecha, el Consejo Permanente del Instituto Nacional de Estudios Jurídicos acordó la publicación de un Anuario de Filosofía del Derecho que recogiese y orientase la investigación en esa disciplina, y propuso nombrar colaborador del Instituto y secretario del Anuario a Enrique Gómez Arboleya. En carta dirigida al Ministro de Educación Nacional el 9 de enero de 1952, el director del Instituto rogaba la agregación al mismo del citado profesor para realizar trabajos de investigación en Filosofía del Derecho y de organización y puesta en marcha del Anuario, argumentando que en su etapa inicial una revista como la proyectada requería la presencia asidua de quienes la tuvieran a su cargo. El 8 de febrero de 1952 el director general de Enseñanza Universitaria dio traslado de la comunicación, para informe, al Presidente del Consejo Superior de Investigaciones Científicas y al rector de Granada. A la vista de los informes favorables del Rectorado y de la Facultad de Derecho (acuerdo de Junta de Facultad celebrada el 28 de febrero), y también del CSIC (sesión del Consejo Ejecutivo celebrada el 13 de marzo) el Ministerio decidió el 14 de mayo de 1952 dispensarlo del ejercicio de funciones docentes en su cátedra hasta el 30 de septiembre siguiente. El 13 de ese mes, Enrique Gómez Arboleya solicitó mediante instancia la prórroga de su agregación al Instituto Nacional de Estudios Jurídicos o, en su defecto, la excedencia activa.
Ya en 1950 intentaba su traslado a la capital de España. Por Orden de 17 de julio de dicho año (BOE de 14 de agosto) fue convocada a oposición la cátedra de “Teoría de la Sociedad y de la Política” de la Facultad de Ciencias Políticas, Económicas y Comerciales de la Universidad de Madrid. Enrique Gómez Arboleya solicitó ser admitido como aspirante mediante instancia de 7 de octubre siguiente. Se rechazó su solicitud (BOE de 20 de noviembre) por defectuosa, por lo que instó subsanación el 22 de noviembre adjuntando la documentación pertinente. En su expediente personal no hay más noticia de esa oposición (no se celebró, pues la señalada cátedra acabó transformándose en la 1.ª de Sociología de la misma Facultad, que se convocaría más adelante.
Al comenzar el curso 1951-1952 estaba vinculado a la Facultad de Filosofía y Letras de la Universidad de Madrid. El 23 de noviembre de 1951 el decano de dicha Facultad comunicaba al rector que Mariano Puigdollers Oliver, catedrático de la Facultad de Derecho a cuyo cargo, en concepto de acumulación, estaba la disciplina de Filosofía del Derecho de la sección de Filosofía de la Facultad de Letras, había renunciado a su desempeño por no poderlo atender, pese a que le había sido prorrogado el nombramiento para el curso corriente; como consecuencia de ello, el decano solicitaba que causase baja el citado profesor y que fuese nombrado para impartir la asignatura Enrique Gómez Arboleya en igual concepto de acumulada y a partir del 1 de diciembre. Una nota grapada a esta solicitud, sin data (tal vez una minuta de la respuesta a la recién indicada solicitud), señalaba que Gómez Arboleya era catedrático de la Universidad de Granada y no estaba agregado a la de Madrid ni dispensado de la función docente, y que para encargarle la disciplina de Filosofía del Derecho en la Facultad de Filosofía y Letras de la Universidad de Madrid, como se solicitaba, era necesario agregarle primeramente a esta universidad.
Consta, en cualquier caso, que durante los cursos 1951-52 y 1952-53 desempeñó un encargo de curso de Filosofía del Derecho en la Facultad de Filosofía y Letras de la Universidad de Madrid. Causó baja el 3 de octubre de 1953, fecha en la que el secretario de la Facultad, al certificar los servicios prestados, hacía constar que Enrique Gómez Arboleya atendió a sus obligaciones «con absoluta competencia, extremada asiduidad, sumo desinterés y grandísimo celo».
Agregado desde fines del curso 1951-1952 al Instituto de Estudios Jurídicos (véase el apartado “Otras actividades y méritos”), solicitó el 13 de septiembre de 1952 la prórroga de dicha agregación o, en caso contrario, la excedencia activa. Ésta le fue concedida mediante Orden de 23 de mayo de 1953 (BOE del 28) por un plazo máximo de diez años y con reserva de cátedra –aún la granadina- durante un año, concretamente el comprendido entre el 1 de octubre de 1952 y el 30 de septiembre de 1953. Solicitó, y no obtuvo, la ampliación del plazo, por lo que por Orden de 7 de octubre de 1953 se declaró su cátedra vacante desde el día 1 del mismo mes. Durante ese tiempo ejerció la docencia correspondiente el profesor adjunto Francisco Murillo Ferrol, a quien le había sido encargada por Orden de 8 de julio de 1952 y que cobraba los dos tercios de los haberes del profesor excedente.
Por Orden de 26 de enero de 1953 (BOE del 21 de febrero) se convocaron oposiciones para cubrir las cátedras 1.ª y 2.ª de Sociología de la Facultad de Ciencias Políticas, Económicas y Comerciales de la Universidad de Madrid. El tribunal se constituyó el 2 de noviembre. Terminadas las pruebas, el tribunal propuso por unanimidad el 5 de diciembre para ocupar la 1.ª cátedra a Enrique Gómez Arboleya, y que se declarase desierta la 2.ª (pormenores de la oposición, en M. J. Peláez, Infrahistorias, 87-124). Se le nombró por Orden de 22 de diciembre de 1953, y tomó posesión el 11 de enero de 1954. Fue vicedecano de la Facultad de Ciencias Políticas, Económicas y Comerciales de la Universidad de Madrid, cargo del que cesó el 30 de abril de 1957.
El 16 de noviembre de 1959, un mes antes de su muerte, presentó instancia dirigida a la Dirección General de Enseñanza Universitaria, Junta para el fomento de la Dedicación Exclusiva a la Universidad, para que se le incluyera en dicho régimen de dedicación. Alegaba que formaba parte del escalafón de catedráticos de universidad y de ningún otro del mismo Ministerio o de otro Ministerio o entidad pública; que en la Universidad desempeñaba la cátedra de Sociología con enseñanzas en primero y segundo cursos, con seis horas lectivas y dos de prácticas semanales; que dirigía en ese momento tres tesis doctorales, la de José Castillo Castillo sobre grupos pequeños, su concepto y métodos de investigación, la de Luis González Seara sobre la clase media en España y la de Francisco Sánchez López sobre la noción de la estructura social; que aparte de la Universidad solo pertenecía a dos institutos científicos, el Instituto de Estudios Políticos, en el que formaba parte del Consejo de Redacción de la Revista y del Consejo Editorial de Publicaciones, y al Instituto Nacional de Estudios Jurídicos del Consejo Superior de Investigaciones Científicas, donde dirigía el Anuario de Filosofía del Derecho. Creía reunir, pues, las condiciones necesarias para acogerse a los beneficios del Decreto 1332 de 16 de julio de 1959, estando dispuesto a renunciar, si fuese necesario, a alguno de los Institutos científicos de los que formaba parte. No consta ya en su expediente la resolución correspondiente a esta solicitud.

### Muerte
Falleció el 21 de diciembre de 1959. Su suicidio el mismo día de la visita de Eisenhower a Madrid alimentó la especie de que hubiese en esa trágica muerte alguna razón política (la desesperanza por la perpetuación de un régimen respaldado por la potencia estadounidense), pero testimonios de quienes lo conocieron por entonces (Amando de Miguel, alumno suyo durante aquel curso y asistente a sus últimas clases) restan todo fundamento a ese motivo y destacan la profunda depresión que sufría. También se ha apuntado como posible (Enrique Tierno Galván, apud F. Morente Mejías, “Enrique Gómez Arboleya”, 291-292) alguna causa igualmente inverosímil en apariencia, esta vez de índole científica (su entusiasmo por la sociología empírica y cuantitativa y la dificultad de dominar, con la rapidez y solvencia que pretendía, una ciencia en la que se usaban métodos, criterios e instrumentos complejos y novedosos).

## Principales obras
- «Hermann Heller», en Boletín de la Universidad de Granada, 58 (abril 1940), 141-182; y 59 (junio 1940), 305-343.[nota 4]
- «Perfil y cifra del pensamiento jurídico y político español», en Escorial, 5 (1940), 107-130.[nota 5]
- «La filosofía del Derecho de Francisco Suárez en relación con sus supuestos metafísicos» en Escorial, 6 (1941), 13-41 (ed. exenta en separata, Ediciones Escorial, 1942).[nota 6]
- «Cuatro monografías de Carlos Schmitt», en Revista de Estudios Políticos, 2 (enero-junio 1942), 143-148.
- «La filosofía alemana en los últimos cincuenta años», en Boletín bibliográfico, año X, núms. 3-4 (1942).
- «La antropología de Francisco Suárez y su filosofía jurídica«, en Anuario de la Asociación Francisco de Vitoria, 6 (1943-1945), 29-95.[nota 7]
- «Suárez y el mundo moderno», en Revista Nacional de Educación, 3 (1943), 167-194.
- Francisco Suárez, S.I. (1548-1617), Granada, Universidad (Publicaciones de la Cátedra Francisco Suárez, II), 1946.
- «Francisco Suárez: 1548-1948», en Revista de Estudios Políticos, 37-38 (enero-febrero, marzo-abril 1948), 146-156.
- (Recensión de) «Javier Conde, Teoría y sistema de las formas políticas, Madrid 1948», en Revista de Estudios Políticos, 43 (enero-febrero 1949), 259-267.
- (Recensión de) «J. M. Bochenski, Europäische Philosophie der Gegenwart, Berna 1948», en Revista de Estudios Políticos, 45 (mayo-junio 1949), 318-325.
- «Sobre la idea del hombre», Revista de Filosofía, tomo 8, núm. 31 (1949), 523-572.[nota 8]
- «Sobre la noción de persona», en Revista de Estudios Políticos, 47 (septiembre-octubre 1949), 104-116.[nota 9]
- «Más sobre la noción de persona», en Revista de Estudios Políticos, 49 (enero-febrero 1950), 107-124.[nota 10]
- «La teoría del Derecho Internacional en el pensamiento de Hermann Heller», en Revista Española de Derecho Internacional, II-3 (1949), 841-892.[nota 11]
- «Posición y ámbito del problema de Europa», en Revista de Estudios Políticos, 50 (marzo-abril 1950), 105-123.[nota 12]
- «Supuestos cardinales de la ciencia jurídica moderna», en Revista de Estudios Políticos, 54 (noviembre-diciembre 1950), 57-76.[nota 13]
- «Estudio Preliminar” en Heinrich Rommen, La teoría del Estado y de la comunidad internacional en Francisco Suárez (traducción de Valentín García Yebra), Buenos Aires (Facultad de Derecho y Ciencias Sociales, Instituto de Derecho Internacional) – Madrid (Instituto Francisco de Vitoria, CSIC), 1951, I-LXIII.
- «El racionalismo jurídico y los Códigos europeos», en Revista de Estudios Políticos, 57 (mayo-junio 1951), 15-34; 60 (noviembre-diciembre 1951), 33-65; y 63 (mayo-junio 1952), 37-60.[nota 14]
- «La polis y el saber social de los helenos», en Revista de Estudios Políticos, 65 (septiembre-octubre 1952), 49-83.
- (Recensión de) «Karl Muhs, Geschichte des abendländischen Geistes, Berlin 1950», en Revista de Estudios Políticos, 59 (septiembre-octubre 1951), 151-152.
- (Recensión de) «Arnold Gehlen, Das Mensch. Seine Natur und seine Stellung in der Welt, Bonn 1950», en Revista de Estudios Políticos, 59 (septiembre-octubre 1951), 152-154.
- (Recensión de) «Reinhard Bendix, Social Science and the Distrust of Reason, University of California 1951», en Revista de Estudios Políticos, 66 (noviembre-diciembre 1952), 200-201.
- «Los cursos de Xavier Zubiri», en Homenaje a Xavier Zubiri, Ed. Revista Alcalá, Madrid, 1953, 119-137.
- «Estudio sociográfico de un área metropolitana» (1953; ejercicio de su oposición para la cátedra de Sociología), en Manuel J. Peláez, Infrahistorias, 99-110.[nota 15]
- «Sociología de los grupos profesionales» (1953; ejercicio de su oposición para la cátedra de Sociología), en Manuel J. Peláez, Infrahistorias, 112-121.[nota 16]
- «Sobre el porvenir de la sociología francesa», en Revista de Estudios Políticos, 75 (mayo-junio 1954), 83-89.[nota 17]
- «Teoría del grupo social», en Revista de Estudios Políticos, 76 (julio-agosto 1954), 3-33.[nota 18]
- «La sociedad moderna y los comienzos del saber sociológico», en Anuario de Filosofía del Derecho, 2 (1954), 179-294.
- «Sociología, escuela de humanismo», en Revista de Estudios Políticos, 79 (enero-febrero 1955), 3-24.[nota 19]
- «Some Remarks on the Modern Spanish Family», en Transactions of the Third World Congress of Sociology, VIII. Discussions and Additional Papers, 1957, 114 y ss.
- Historia de la estructura y del pensamiento social, I: Hasta finales del siglo XVIII, Madrid, Instituto de Estudios Políticos, 1957,[nota 20]
- «Sociología de la Ilustración francesa», en Revista de Estudios Políticos, 94 (julio-agosto 1957), 31-80.
- «Introducción al estudio de la vida económica y social de Inglaterra en los siglos XVII y XVIII», en Revista de Estudios Políticos, 95 (septiembre-octubre 1957), 321-346.
- «Sociología en España», en Revista de Estudios Políticos, 98 (marzo-abril 1958), 47-83.[nota 21]
- (Con Salustiano del Campo, eds.) «Terminología de las ciencias sociales», en Revista de Estudios Políticos, 102-103 (noviembre-diciembre 1958 – enero-febrero 1959), 3-245.
- (Con Salustiano del Campo) Para una sociología de la familia española, Madrid, Ediciones del Congreso de la Familia Española, 1959.
- Estudios de teoría de la sociedad y del Estado, Madrid, Instituto de Estudios Políticos, 1962 (2.ª ed. Centro de Estudios Constitucionales, 1982).
- Obra póstuma (José Enrique Rodríguez Ibáñez, ed.), Madrid, Centro de Investigaciones Sociológicas, 2008.